# Руджери, Оскар
Оска́р Альфре́до Рудже́ри (исп. Oscar Alfredo Ruggeri; 26 января 1962, Росарио, Аргентина) — аргентинский футболист, защитник. Чемпион мира 1986 года в составе сборной Аргентины, ключевой игрок обороны в чемпионской команде. Один из самых выдающихся защитников в истории аргентинского футбола. В 1991 году был признан футболистом года в Южной Америке. В настоящее время работает тренером.

## Биография
Руджери родился в районе Кордовы Корраль-де-Бустос, с детства занимался футболом в академиях местных «Росарио Сентраля» и «Хенераля Пас Хуниорс», в подростковом возрасте переехал в Буэнос-Айрес, где стал заниматься в школе «Боки Хуниорс».
Дебютировал в чемпионате Аргентины 8 июня 1980 года в игре против «Ньюэллс Олд Бойза», в которой «Бока» одержала победу со счётом 3:0. Через месяц, 9 июля, Руджери забил свой первый гол за «Боку», благодаря которому генуэзцы праздновали победу над «Колоном». Всего с 1980 по 1984 год Руджери сыграл за «Боку Хуниорс» в 146 матчах и забил девять голов. Он был ключевым игроком обороны в чемпионской кампании «Боки» в Метрополитано 1981 года. Покинул «Боку» из-за разногласий с руководством клуба и перешёл в стан принципиальных соперников — «Ривер Плейта». Вместе с Ривером стал чемпионом Аргентины в сезоне 1985/86, завоевал Кубок Либертадорес, Межконтинентальный кубок.
В 1988—1990 годах выступал в Испании — в Логроньесе, а затем в мадридском «Реале». С последним завоевал титул чемпиона Испании в 1990 году, но из-за разногласий по поводу контракта покинул королевский клуб и перешёл в «Велес Сарсфилд». После полутора лет, проведённых в итальянской «Анконе» и мексиканской «Америке», в 1994 году стал игроком «Сан-Лоренсо». Здесь Руджери планировал завершить карьеру, но в 1997 году некоторое время провёл в «Ланусе», который и стал последним клубов в карьере Оскара.
За сборную Аргентины дебютировал под руководством Карлоса Билардо в 1983 году в матче против Чили. Выступал за сборную до 1994 года. В её составе трижды принимал участие в чемпионатах мира. В 1986 году помог «альбиселесте» выиграть Мундиаль, а в 1990 году — дойти до финала. Также четыре раза участвовал в Кубке Америки, и в 1991 и 1993 года становился победителем этого турнира.
По окончании карьеры футболиста работал тренером.

## Достижения (игрок)

### Командные
- Чемпион Аргентины (3): 1981 (Метрополитано), 1985/86, 1995 (Клаусура)
- Чемпион Испании: 1990
- Обладатель Кубка Либертадорес: 1986
- Обладатель Межконтинентального кубка: 1986
- Победитель Кубка Америки (2): 1991, 1993
- Чемпион мира: 1986

### Личные
- Футболист года в Аргентине: 1991
- Лучший иностранный футболист чемпионата Испании (Иностранец «Don Balón»): 1988/89
- Член символической сборной года в Южной Америке (2): 1986, 1991
- Футболист года в Южной Америке: 1991